# Hebron (Terre-Neuve-et-Labrador)
Hebron est le nom d'une ancienne mission morave qui était l'établissement le plus septentrional du Labrador après celui de Ramah. Fondée en 1831, la mission a été dissoute en 1959. La famille Inuite de Abraham Ulrikab, exposée dans les zoos d'Europe en 1880, était originaire de Hebron.

## Climat
Le site a un sous-type inhabituel de climat polaire (toundra), caractérisé par des précipitations annuelles moyennes élevées de 847 mm. Le mois de janvier atteint une moyenne de −19 °C avec 64 mm de précipitations, peut-être l'air le plus humide sur terre à cette température.

## Histoire

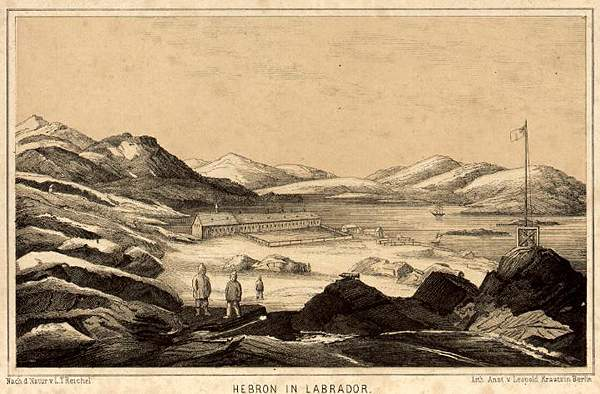
La mission à Hebron, Labrador, vers 1860. Dessin original par l'évêque Morave Levin Theodor Reichel (1812-1878).

Les Frères moraves ont commencé à établir des missions au Labrador en 1771. Le premier était situé à Nain. Les Moraves ont cherché à évangéliser les Inuits du Labrador.
En 1831, l'église morave établit une mission à Hebron, un site situé à environ 200 km au nord de Nain. La mission tire son nom de la ville d'Hébron en Palestine.
La vie était difficile dans la colonie. Des épidémies de coqueluche, de grippe et de variole touchaient périodiquement la communauté. La grippe de 1918 aurait fait disparaître un tiers de la population Inuite de 1 200 membres du Labrador.

### Abandon du site
En 1955, un membre de l'International Grenfell Association, organisme voué à la santé et au bien-être des résidents de Terre-Neuve-et-Labrador, a écrit au gouvernement canadien qu'il s'inquiétait des conditions de vie difficiles à Hebron liées à la tuberculose et au manque de bois de chauffage.
Après consultation avec les dirigeants Moraves, la décision fut prise de fermer la mission. Les Inuits seraient réinstallés dans des collectivités plus grandes. « Je ne vois pas d'autre moyen que de suggérer à la mission de se retirer de Hebron cet été », a déclaré le pasteur Siegfried Hettasch.
En avril 1959, il y avait 58 familles à Hebron. La décision a été annoncée lors d'un service du lundi de Pâques. Il n'y a pas eu de consultation avec les membres de la communauté.
À la fin de l'année, la moitié des familles avaient déménagé seules. Le reste est parti peu de temps après le retrait de l'infirmière Grenfell et la fermeture du magasin communautaire à l'automne de 1959.
Le 9 octobre 1959, les derniers habitants de Hebron ont été évacués par mer vers des localités plus méridionales.
La réinstallation a dispersé les familles élargies dans différentes communautés. Certains, sinon beaucoup, ont été envoyés dans des communautés où le logement promis n'était pas disponible.
Selon un rapport rédigé pour la commission royale sur les peuples autochtones, la réinstallation a entraîné la pauvreté chez plusieurs Inuits. « Ils ont été placés dans des endroits où ils ne connaissaient pas l'environnement local, donc ils ne savaient pas où chasser, pêcher ou piéger et à part ça, tous les meilleurs endroits étaient déjà revendiqués par des gens qui vivaient dans ces communautés », a déclaré l'auteur du rapport, Carol Brice-Bennet.

## Le site de nos jours
Le lieu a été désigné lieu historique national du Canada en 1976. Il est fréquemment visité par les navires de croisière.
Les bâtiments de la mission d'origine sont toujours debout. Le bâtiment principal de la mission a été rénové par des bénévoles Inuits et est en assez bon état compte tenu du temps qui passe.
En 2005, le premier ministre de Terre-Neuve-et-Labrador, Danny Williams, s'est excusé auprès des personnes touchées par le déménagement. En août 2009, le gouvernement provincial a dévoilé un monument sur le site de Hebron avec des excuses pour la fermeture du site.

## Personnalités associées
- Abraham Ulrikab, Inuk, victime des zoos humains.